# 柿澤史歩
柿澤 史歩（かきざわ しほ、1996年9月4日 - ）は、東京都出身の、日本の柔道選手。階級は70kg級。身長167cm。血液型はA型。組み手は右組み。得意技は大内刈。兄は元プロ野球選手の柿澤貴裕。

## 経歴・人物
柔道は7歳の時に小杉柔道クラブで始めた。2歳上の兄である貴裕も一緒に柔道をやっていて、史歩は小学4年生当時に兄を抑え込みで負かしたことがある。
渋谷教育学園渋谷中学2年の時に全国中学校柔道大会の63kg級に出場するが初戦で敗れた。全日本選抜少年柔道大会団体戦では同級生の朝比奈沙羅などとともに活躍して、同校初の全国優勝を勝ち取った。3年の時には全国中学校柔道大会及び全日本選抜少年柔道大会の団体戦で3位となった。
渋谷教育学園渋谷高校へ進むと、1年の時には金鷲旗の決勝で敬愛高校に敗れて2位だった。インターハイの団体戦でも決勝まで進んで阿蘇中央高校と対戦すると、中堅の朝比奈が勝利して1－1となったものの、大将戦で敗れて2位にとどまった。2年の時には金鷲旗の準決勝で東大阪大敬愛高校に敗れて3位だった。個人戦の全国大会には、都予選で同学年である日大第三高校のKINGレイナこと三浦伶奈に勝利するが、1学年下の修徳高校の杉山歌嶺に敗れるなどして一度も出場できなかった。
2015年には三井住友海上女子柔道部の所属となった。2017年の東アジア選手権70kg級で国際大会初優勝を飾った。2018年のアジアオープン・台北ではオール一本勝ちで優勝した。2019年のアジアオープン・台北では準決勝で階級を70kg級に上げてきた会社の同僚である佐藤みずほに崩上四方固で敗れて3位だった。2020年には三井住友海上を退社した。その後、長野県の佐久長聖クラブの所属となった。

## 戦績
- 2010年 - 全日本選抜少年柔道大会 団体戦 優勝
- 2011年 - 全国中学校柔道大会 団体戦 3位
- 2011年 - 全日本選抜少年柔道大会 団体戦 3位
- 2012年 - 金鷲旗 2位
- 2012年 - インターハイ 団体戦 2位
- 2013年 - 金鷲旗 3位
- 2016年 - 全日本ジュニア 5位
- 2016年 - 講道館杯 5位
- 2017年 - 東アジア選手権 個人戦 優勝 団体戦 3位
- 2017年 - 実業個人選手権 3位
- 2018年 - アジアオープン・台北　優勝
- 2019年 - アジアオープン・台北　3位
- 2019年 - 実業個人選手権 3位

（出典、JudoInside.com）。